# Otterbach
Otterbach est une municipalité et chef-lieu de la Verbandsgemeinde Otterbach, dans l'arrondissement de Kaiserslautern, en Rhénanie-Palatinat, dans l'ouest de l'Allemagne.

## Références

Localisation d'Otterbach dans la Verbandsgemeide et dans l'arrondissement